# Schizocosa astuta
Schizocosa astuta là một loài nhện trong họ Lycosidae.
Loài này thuộc chi Schizocosa. Schizocosa astuta được Carl Friedrich Roewer miêu tả năm 1959.